# My Little Pony: A New Generation
My Little Pony: A New Generation (titulada: My Little Pony: Nueva generación en Hispanoamérica y My Little Pony: Una nueva generación en España) es una película animada por computadora de 2021 de comedia y fantasía dirigida por Robert Cullen y José L. Ucha, codirigida por Mark Fattibene con Cecil Kramer y Peter Lewis como productores, y escrita por Gillian Berrow y Tim Sullivan a partir de una historia de Cullen, Ucha y Sullivan. Basada en la franquicia My Little Pony, la película marca el comienzo de la quinta encarnación de la franquicia, que se desarrolla en el mismo universo que la generación anterior, una novedad para la franquicia.
La trama se desarrolla muchos años después de los eventos de My Little Pony: La magia de la amistad, en una nueva era sin magia donde la historia de Twilight Sparkle y sus amigos se ha convertido en una mera leyenda, y los tres tipos de ponis: ponis terrestres, pegasos. y unicornios se han separado, viviendo separados unos de otros en la paranoia y la desconfianza. La película sigue a Sunny Starscout, una pony terrestre que, después de conocer a la unicornio Izzy Moonbow, se embarca en una búsqueda para reunir a todos los tipos de pony y restaurar la magia en la tierra.
Originalmente fue programada para ser estrenada en cines por Paramount Pictures, pero la película se estrenó en la mayoría de los países en Netflix el 24 de septiembre de 2021 debido a la pandemia de COVID-19, aunque todavía se estrenó en cines en varios países asiáticos. La película recibió críticas positivas.

## Argumento
Al inicio se ve una Equestria con magia y amistad, mostrándonos el final de la serie, pero todo cambia en una explosión que hubo a si iniciando la película, y miles de años después, en la ciudad de ponis terrestres de Maretime Bay, Argyle Starshine le enseña a su hija Sunny Starscout sobre los cuentos de la vieja Equestria cuando los ponis terrestres, los pegasos y los unicornios vivían juntos, que la mayoría de los ponis terrestres creen que son cuentos de hadas y, en cambio, han crecido con miedo a las otras razas de ponis. Sunny espera que las tres razas puedan ser amigas.
Años más tarde, después de la muerte de su padre, Sunny continúa tratando de cambiar la opinión de los otros ponis terrestres, interrumpiendo deliberadamente una exhibición de tecnología anti-pegaso y unicornio de Phyllis Cloverleaf. Hitch, el amigo de la infancia de Sunny y sheriff de Maretime Bay, la aparta y se prepara para enviarla de regreso a casa cuando, de repente, un unicornio entra en la ciudad. Mientras la mayoría de los ponis terrestres se dispersan aterrados, Sunny se hace amiga de la nueva unicornio, llamada Izzy Moonbow, y rápidamente la lleva a su casa para esconderse de Hitch y su ayudante Sprout. Sunny se entera de Izzy que ningún unicornio tiene magia y decide ir con Izzy a Zephyr Heights, el hogar de los pegasos, para ver si pueden ayudar a restaurar la magia del unicornio y ayudar a reunir a las tribus de ponis. Las dos esquivan a Hitch y huyen de la ciudad, y Hitch deja a Sprout a cargo mientras él las persigue. Con Hitch desaparecido, Sprout se embarca en una juerga hambrienta de poder, convierte a los ponis de Maretime Bay en una mafia hostil y manda en secreto un ejército de robots pequeños llamados bot-x para que encuentren a izzy y para rastrear la ubicación de los unicornios y pegasos para que luego la fábrica de su madre construya una máquina de guerra gigante para prepararse para una posible invasión.
Cuando Sunny e Izzy se acercan a Zephyr Heights, los guardias las capturan y las llevan a encontrarse con la reina Haven y sus dos hijas, Pipp Petals y Zipp Storm (con quién se encuentran antes de ser capturadas). Cuando Sunny comienza a preguntar sobre magia, Haven las arroja al calabozo. Zipp las visita en secreto allí y les dice que los pegasos también carecen de magia para volar, y las ayuda a escapar para mostrarles un aeropuerto abandonado que tiene evidencia de cuándo los ponis terrestres y los unicornios viajarían a Zephyr Heights. Sunny ve una ventana de vidrio que muestra que dos cristales, uno que está en la corona de Queen Haven, pueden encajar y traer de vuelta la magia. Las tres inventan un plan para robar la corona durante una exhibición para Pipp esa noche, pero cuando Hitch también llega y los bot-x también, una serie de tropiezos hacen que la familia real revele al público en general su incapacidad para volar también. Haven es arrestada y Pipp se ve obligada a huir de Zephyr Heights con Sunny, Izzy y Zipp para encontrar el cristal de unicornio en la casa de Izzy en Bridlewood, con Hitch inicialmente solo para asegurarse de que Sunny regrese a casa inmediatamente después.
En Bridlewood, Izzy ayuda a disfrazar al grupo de unicornios antes de que conozcan a Alphabittle, el dueño de una tienda de té que tiene el cristal de unicornio. Y en Maretime Bay Sprout presenta a todos los ponis terrestres su proyecto secreto, los bot-x y luego comienza a prepararse todos los ponis para la invasión que van a hacer a los ponis terrestres y pegasos sin saber que algo más grande e iba a pasar, mientras tanto Sunny desafía a Alphabittle a una competencia de baile y logra ganar, pero al celebrar, pierde su disfraz. Mientras el grupo huye con los dos cristales, se encuentran con la Reina Haven que se había escapado y también con los bot-x. luego Sunny convence a las demás razas para juntar los cristales, y cuando Sunny e Izzy intentan juntar los dos cristales, pero no logran hacer nada. Abatida, Sunny devuelve los cristales y regresa a casa con Hitch. Y luego los bot-x comienza a tener sentimientos y apenados por la situación, decide decirle a Izzy, Pipp y Zipp y a los demás la ubicación de Maretime Bay para ir a ayudar a Sunny
En su casa, Sunny empaca los juguetes de su infancia cuando descubre que su lámpara contiene un tercer cristal que se alinearía con los otros dos. Mientras corre para contárselo a Hitch, descubren que Sprout ha puesto a toda la ciudad de su lado y está pilotando su máquina de guerra y un gran ejército de bot-x. Pero unos arcoíris oscuros hacen presencia en el clímax final, pero eso no es impedimento para Sprout y su ejército de robots. Sunny y Hitch corren de regreso a su casa mientras ven los arcoíris oscuros consumiendo a Maretime Bay, cuando llegan Izzy, Pipp, Zipp, Haven y Alphabittle y los bot-x buenos ayudar. A reunir los otros dos cristales, Sunny, Izzy y Pipp intentan juntarlos mientras Hitch, zipp y los bot-x buenos mantienen a raya la máquina de Sprout y su ejército de bot-x. Aunque Phyllis interviene y le dice a Sprout que detenga sus payasadas, su advertencia es demasiado tarde, ya que la máquina destruye la casa de Sunny y los medios para conectar los cristales y luego todos los bot-x se detienen. Mientras Sunny examina el daño, se da cuenta de que, a pesar de fallar, las tres tribus de ponis se han unido y superado sus hostilidades. Con eso, los tres cristales comienzan a brillar, levantan a Sunny en el aire y la transforman en una alicornio mientras restauran la magia en la tierra y detienen a los arcoíris oscuros desapareciéndolos. Sunny y sus nuevos amigos ven cómo los ponis terrestres, los unicornios y los pegasos y también todos los bot-x trabajan juntos para limpiar el desorden de Sprout y traer una nueva era a la tierra, después Sunny y sus amigos chocan sus patas cuando un pony (uno de los sujetos de prueba que salió volando gracias a un invento) regresa sin saber qué pasó y se asusta con solo ver a Izzy y a las princesas Pipp y Zipp. Además la película demuestra una matrícula que es parecida a la matrícula europea y además lleva la E de España
En la escena a mitad de los créditos, se ve cómo alguien está observando todo lo ocurrido en la película y como tiene mucha información mostrando que algo tiene que ver sobre la desaparición de la magia. En la escena posterior a los créditos, vemos unas pony niñas empiezan a jugar carreras sin magia, después la cámara se enfoca en las pisadas de la pony niña terrestre que forma un corazón (dándonos un indicio de que esto apenas comienza).

## Reparto
- Vanessa Hudgens como Sunny Starscout, una pony terrestre aventurera a la que le gusta patinar y quiere que todos los tipos de ponis se lleven bien.[4][5]
- Kimiko Glenn como Izzy Moonbow, una unicornio energética y curiosa del bosque de Bridlewood al que le encanta hacer manualidades.[4][5]
- James Marsden como Hitch Trailblazer, un poni terrestre que es un sheriff amable y trabajador en Maretime Bay.[4][5]
- Sofia Carson como Pipp Petals, una princesa Pegaso de Zephyr Heights que es una ícono pop y le encanta entretener a otros ponis con su música.[4][5]
- Liza Koshy como Zipp Storm, La hermana de Pipp y una princesa Pegaso rebelde de Zephyr Heights a la que le gusta el atletismo y la ciencia.[4][5]
- Elizabeth Perkins como Phyllis Cloverleaf, una pony terrestre rosa que es propietaria de una empresa llamada Canterlogic, que se especializa en productos para mantener a sus compañeros ponis terrestres "seguros y con estilo".[6][7]
- Jane Krakowski como Reina Haven, una pegaso que es la madre de Pipp y Zipp y la gobernante de Zephyr Heights.[6][3]
- Ken Jeong como Sprout Cloverleaf, un semental poni rojo de la Tierra que es ayudante del sheriff en Maretime Bay y segundo al mando de Hitch.[6][8][3]
  - Alan Schmuckler proporciona la voz a la hora de cantar de Sprout.
- Phil LaMarr como Alphabittle, un semental unicornio gris de Bridlewood Forest.[6][3]
- Michael McKean como Argyle Starshine, El padre de Sunny que le cuenta historias sobre Twilight Sparkle y sus amigas.[6][3]

Las actrices de voz de la serie de televisión My Little Pony: La magia de la amistad, Tara Strong como Twilight Sparkle, Ashleigh Ball como Applejack y Rainbow Dash, Andrea Libman como Fluttershy y Pinkie Pie, y Tabitha St. Germain como Rarity, repiten brevemente sus papeles en la escena de apertura de la película.

### Doblaje en español
| Personaje          | Actor/Actriz original Estados Unidos             | Actor/Actriz de doblaje Hispanoamérica | Actor/Actriz de doblaje España                |
| ------------------ | ------------------------------------------------ | -------------------------------------- | --------------------------------------------- |
| Sunny Starscout    | Vanessa Hudgens                                  | Belinda                                | Nerea Alfonso                                 |
| Izzy Moonbow       | Kimiko Glenn                                     | Leticia Amezcua                        | Elena Barra (diálogos) Laura Jara (canciones) |
| Hitch Trailblazer  | James Marsden                                    | Vadhir Derbez                          | Sergio Mesa                                   |
| Pipp Petals        | Sofia Carson                                     | Paulina Goto                           | Lourdes Fabrés                                |
| Zipp Storm         | Liza Koshy                                       | Valca Ponzanelli                       | Jana Massot                                   |
| Phyllis Cloverleaf | Elizabeth Perkins                                | Elena Ramírez                          | Anna Orra                                     |
| Reina Haven        | Jane Krakowski                                   | Lourdes Arruti                         | Mercedes Montalá                              |
| Sprout Cloverleaf  | Ken Jeong (diálogos) Alan Schmuckler (canciones) | Rick Loera                             | Raúl Rodríguez                                |
| Alphabittle        | Phil LaMarr                                      | Raymundo Armijo                        | Francesc Belda                                |
| Argyle Starshine   | Michael McKean                                   | Dafnis Fernández                       | Xavier Fernández                              |
| Zoom               | Gillian Berrow                                   | Adriana Olmedo                         |                                               |
| Thunder            | Arturo Hernández                                 | Carlos Mireles                         |                                               |
| Toots              | Arturo Hernández                                 | Manuel David                           |                                               |
| Dazzle             | Heather Langenkamp                               | Cassandra Valtier                      |                                               |
| Skye               | Will Friedle                                     | Sergio Morel                           |                                               |
| Beatnik            | Lisa Linder Silver                               | Lucy Escandón                          |                                               |
| Wings              | Robert Cullen                                    | Miguel de León                         |                                               |
| Twilight Sparkle   | Tara Strong                                      | Carla Castañeda                        | Yolanda Gispert                               |
| Applejack          | Ashleigh Ball                                    | Claudia Motta                          | Ariadna Jiménez                               |
| Rainbow Dash       | Ashleigh Ball                                    | Analiz Sánchez                         | Ingrid Carreras                               |
| Fluttershy         | Andrea Libman                                    | Maggie Vera                            | Carmen Ambrós                                 |
| Pinkie Pie         | Andrea Libman                                    | Melissa "Meli G" Gedeón                | Carmen Calvell                                |
| Rarity             | Tabitha St. Germain                              | Elsa Covián                            | Marina García Guevara                         |

### Voces adicionales

#### México
| - Dave Ramos - Dolores Mondragón - Jorge Páez - Laura Sánchez - Omar Sánchez | - Pamela Goñi - Sergio Becerril - Amanda Hinojosa - Diego Becerril - Ernesto Mascarúa | - Fernanda Gastélum - Marsel Espinosa - Marysol Lobo - Tommy Rojas - Yetzary Olcort |

### Coros

#### México
| - Carla Cerda - Luis Fernando Orozco - Leslie Gil - Maggie Vera - Samanta Figueroa - Valca Ponzanelli |

#### España
| - David González - Minneiah Gordo - Sarai Martínez |

## Producción

### Desarrollo
En febrero de 2019, se informó que Hasbro estaba desarrollando una película animada por computadora de My Little Pony. Los informes luego dijeron que la película marcaría el comienzo de la quinta generación de la franquicia, que se confirmó el 17 de septiembre de 2020, la creadora de My Little Pony: Friendship Is Magic, Lauren Faust, insinuó por primera vez que Hasbro estaba trabajando en la quinta encarnación en 2018, cuando Ella negó cualquier participación en la próxima encarnación de la franquicia. El 8 de octubre de 2020, se informó que la quinta encarnación, incluida la película, se centrará en un nuevo conjunto de personajes, aunque con la posibilidad de que aparezcan personajes de la encarnación anterior.
El 29 de enero de 2021, Emily Thompson, vicepresidenta de gestión de marca global de Entertainment One, reveló que la película se desarrollará en el mismo mundo que la cuarta encarnación de la franquicia, mientras sigue siendo la primera entrada en la quinta encarnación, que se está ambientando, años después de los eventos descritos en la encarnación anterior. Thompson explicó que su decisión se tomó porque los productores sintieron que se habría "sentido mal" no explorar más la tradición y la construcción del mundo establecida por la cuarta encarnación.
El 12 de febrero de 2021, se informó que el fundador de Boulder Media, Robert Cullen, junto con José Ucha actuarán como directores, con Mark Fattibene como codirector de la película. Cecil Kramer y Peter Lewis también fueron anunciados como productores de la película. Los productores ejecutivos incluyen a la ex co-showrunner y escritora de Friendship is Magic, Meghan McCarthy, y al presidente de Allspark Animation, Stephen Davis.

### Reparto de voz y registro
El 30 de junio de 2021, se reveló que Vanessa Hudgens, Kimiko Glenn, James Marsden, Sofia Carson, Liza Koshy, Jane Krakowski, Ken Jeong, Phil LaMarr y Michael McKean eran el elenco principal de la película. Parte de las sesiones de grabación de la película tuvieron que hacerse de forma remota debido a la pandemia de COVID-19; Koshy sintió que trabajar durante la pandemia incluía el mensaje de la película sobre "no apoyarse en el miedo". Glenn animó a Koshy a añadir líneas de biblioteca durante la grabación.
Mientras que Tara Strong, actriz de voz de Twilight Sparkle, dijo que no volvería a interpretar su papel en la quinta encarnación en abril de 2020 (debido a que retomará su papel en My Little Pony: Pony Life). Finalmente repitió su papel junto a sus compañeras de reparto de Friendship is Magic Andrea Libman, Ashleigh Ball y Tabitha St. Germain para el prólogo de la película.

### Animación
Los servicios de animación de la película serán proporcionados por el estudio de animación irlandés Boulder Media, propiedad de Hasbro. A diferencia de los medios anteriores de My Little Pony, la película estará animada en su totalidad a través de animación por computadora. Aunque, el breve flashback introductorio, que presenta a "Mane Six" de My Little Pony: Friendship is Magic, se realizó con animación tradicional al estilo de la serie. 48 animadores trabajaron en la película de forma remota debido a la pandemia COVID-19. Según el supervisor de animación Graham Grallagher, los realizadores se inspiraron en varias series de My Little Pony para el diseño antropomórfico de los ponis.

### Música
Los compositores Alan Schmuckler y Michael Mahler compusieron canciones para la película. El director Robert Cullen dijo que los realizadores querían que las bandas sonoras "tuvieran una gama ecléctica de géneros en las canciones", para que fueran "tan impredecibles como pudieran" con la esperanza de desafiar las expectativas del público con respecto a la banda sonora. El 2 de septiembre de 2021, la canción "Glowin 'Up", interpretada por Sofia Carson y escrita por Jenna Andrews, Bryan Fryzel y Taylor Upsahl, fue lanzada como single. El segundo sencillo, "It's Alright" de Johnny Orlando, fue lanzado el 17 de septiembre de 2021. Heitor Pereira hizo la banda sonora original de la película.
La banda sonora de la película se lanzó junto con la película el 24 de septiembre de 2021.

## Lanzamiento
My Little Pony: A New Generation fue lanzado el 24 de septiembre de 2021 por Netflix, La película estaba originalmente programada para ser estrenada en cines el mismo día por Paramount Pictures. Sin embargo, eOne vendió los derechos de distribución a Netflix en febrero de 2021 en respuesta a la pandemia de COVID-19, mientras los retuvo en China. En algunas regiones, la película se estrenó en cines y en Netflix. En Rusia, la película fue distribuida por Central Partnership y estrenada en cines el 23 de septiembre de 2021; Las primeras proyecciones de estreno se llevaron a cabo en varios lugares el 18 de septiembre. En Hong Kong, la película está siendo distribuida por Intercontinental Group y se estrenó en cines en cantonés e inglés el 22 de septiembre de 2021. En Corea del Sur, la película está siendo distribuida por BoXoo Entertainment y también se estrenó en cines el 22 de septiembre. En Singapur y Taiwán, la película fue distribuida por Encore Films y GaragePlay respectivamente, y en algunos cines de Perú la película se estrenó el 25 de septiembre y fue distribuida por Star Films pero al inicio de la película se le da los agradecimientos a Paramount Pictures. y se estrenó en cines el 24 de septiembre de 2021.

## Seguimientos
Tras la cancelación del estreno en cines de la película, Hasbro y Netflix anunciaron más tarde que una serie de televisión de transmisión animada por computadora, así como un especial de 44 minutos, también se lanzarían en el servicio de transmisión, después de la película. La serie se centrará en las aventuras de Sunny Starscout y sus amigos después de los eventos descritos en la película. El contenido web creado para YouTube también se lanzará en 2022 y 2023.

## Recepción
En Rotten Tomatoes, la película tiene una calificación del 93% basada en 7 reseñas con una calificación promedio de 7.2/10.
Courtney Howard de Variety le dio a la película una crítica mayoritariamente positiva. Ella elogió la película por "conservar el impulso animado y enérgico de sus predecesoras centrado en la amistad, el empoderamiento y la magia", aunque criticó algunos aspectos de la trama. Beatrice Loayza, de The New York Times, hizo una revisión general mixta de la película, principalmente criticando el cambio de la animación tradicional a "hermanos espeluznantemente antropomorfizados y animados digitalmente"; comparó algunos puntos de la trama con Raya y el último dragón, que fue lanzado a principios de año. Pero en general, dijo Loayza, "... el mensaje de la película sobre la unidad y la necesidad de una nueva generación de unirse contra la desinformación y la agitación de la chusma no es lo peor".
 